# Cerro Ascotán de Ramaditas
Cerro Ascotán de Ramaditas är ett berg i Chile, på gränsen till Bolivia.   Det ligger i provinsen Provincia de El Loa och regionen Región de Antofagasta, i den norra delen av landet, 1 300 km norr om huvudstaden Santiago de Chile. Toppen på Cerro Ascotán de Ramaditas är 5 492 meter över havet, eller 1 057 meter över den omgivande terrängen. Bredden vid basen är 12,0 km.
Terrängen runt Cerro Ascotán de Ramaditas är kuperad österut, men västerut är den bergig. Trakten runt Cerro Ascotán de Ramaditas är nära nog obefolkad, med mindre än två invånare per kvadratkilometer.. Det finns inga samhällen i närheten.
Trakten runt Cerro Ascotán de Ramaditas är ofruktbar med lite eller ingen växtlighet.